# Championnat de l'État indépendant de Croatie de football 1943
Navigation
Saison précédente Saison suivante
La saison 1943 du Championnat de Croatie de football appelée Championnat de l'État indépendant de Croatie de football 1943 est une édition spéciale de la première division croate. 
Ce tournoi est organisé par la fédération croate de football. Cette édition est particulière car il s'agit de la troisième édition organisée par la fédération croate, sous l'État indépendant de Croatie. 
Chaque groupe est réparti par zone géographique, déterminant les quatre demi-finalistes du tournoi, permettant de donner un champion de Croatie.
Le Građanski est déclaré champion.

## Compétition
La compétition se déroule sous la forme de 4 tours : 
- Premier tour : championnats des villes et des provinces
- Second tour : groupes
- Troisième tour : barrages
- Quatrième tour : Championnat à quatre équipes

### Premier tour
| Championnats locaux préliminaires     | Équipes qualifiées pour les tours suivants | Qualification pour le |
| ------------------------------------- | ------------------------------------------ | --------------------- |
| Zagreb                                | PH Građanski ŠK (Zagreb)                   | 3e tour               |
| Zagreb                                | HŠK Concordia (Zagreb)                     | 3e tour               |
| Zagreb                                | HAŠK (Zagreb)                              | 3e tour               |
| Zagreb                                | HŠK Ličanin (Zagreb)                       | 2d tour               |
| Championnat des alentours de Zagreb   | Zagorac (Varaždin)                         | 2d tour               |
| Osijek                                | HŠK Građanski (Osijek)                     | 3e tour               |
| Osijek                                | HŠK Hajduk (Osijek)                        | 2d tour               |
| Championnat des alentours d'Osijek    | HŠK Bata (Borovo)                          | 2d tour               |
| Zemun                                 | HŠK Zemun (Zemun)                          | 2d tour               |
| Banja Luka                            | HŠK Hrvoje (Banja Luka)                    | 2d tour               |
| Banja Luka                            | HBŠK (Banja Luka)                          | 2d tour               |
| Sarajevo                              | SAŠK (Sarajevo)                            | 2d tour               |
| Sarajevo                              | HŠK Gjerzelez (Sarajevo)                   | 2d tour               |
| Championnat des alentours de Sarajevo | HŠK Tomislav (Zenica)                      | 2d tour               |

## Second tour

### Groupe A
| Rang | Équipe            | Pts | J | G | N | P | Bp | Bc | Diff |  | Résultats (▼ dom., ► ext.) | ZEM | BOR |
| ---- | ----------------- | --- | - | - | - | - | -- | -- | ---- |  | -------------------------- | --- | --- |
| 1    | HŠK Zemun (Zemun) | 4   | 2 | 2 | 0 | 0 | 5  | 3  | +2   |  | HŠK Zemun                  |     | 1-0 |
| 2    | HŠK Bata (Borovo) | 0   | 2 | 0 | 0 | 2 | 3  | 5  | -2   |  | HŠK Bata                   | 3-4 |     |

### Groupe B
| Rang | Équipe                  | Pts | J | G | N | P | Bp | Bc | Diff |  | Résultats (▼ dom., ► ext.) | HAJ | HRV | HBŠ |
| ---- | ----------------------- | --- | - | - | - | - | -- | -- | ---- |  | -------------------------- | --- | --- | --- |
| 1    | HŠK Hajduk (Osijek)     | 6   | 4 | 3 | 0 | 1 | 15 | 3  | +12  |  | HŠK Hajduk                 |     | 4-0 | 4-1 |
| 2    | HŠK Hrvoje (Banja Luka) | 6   | 4 | 3 | 0 | 1 | 6  | 5  | +1   |  | HŠK Hrvoje                 | 2-1 |     | 2-0 |
| 3    | HBŠK (Banja Luka)       | 0   | 4 | 0 | 0 | 4 | 1  | 14 | -13  |  | HBŠK                       | 0-6 | 0-2 |     |

### Groupe C
| Rang | Équipe                   | Pts | J | G | N | P | Bp | Bc | Diff |  | Résultats (▼ dom., ► ext.) | SAŠ | TOM | GJE |
| ---- | ------------------------ | --- | - | - | - | - | -- | -- | ---- |  | -------------------------- | --- | --- | --- |
| 1    | SAŠK (Sarajevo)          | 7   | 4 | 3 | 1 | 0 | 13 | 2  | +11  |  | SAŠK                       |     | 6-0 | 2-1 |
| 2    | HŠK Tomislav (Zenica)    | 3   | 4 | 1 | 1 | 2 | 5  | 11 | -6   |  | HŠK Tomislav               | 2-2 |     | 2-1 |
| 3    | HŠK Gjerzelez (Sarajevo) | 2   | 4 | 1 | 0 | 3 | 3  | 8  | -5   |  | HŠK Gjerzelez              | 0-3 | 2-1 |     |

### Groupe D
| Rang | Équipe               | Pts | J | G | N | P | Bp | Bc | Diff |  | Résultats (▼ dom., ► ext.) | LIČ | ZAG |
| ---- | -------------------- | --- | - | - | - | - | -- | -- | ---- |  | -------------------------- | --- | --- |
| 1    | HŠK Ličanin (Zagreb) | 4   | 2 | 2 | 0 | 0 | 6  | 1  | +5   |  | HŠK Ličanin                |     | 4-0 |
| 2    | Zagorac (Varaždin)   | 0   | 2 | 0 | 0 | 2 | 1  | 6  | -5   |  | Zagorac                    | 1-2 |     |

## Troisième tour
| Équipe                   | Aller | Total  | Retour | Équipe                 |
| ------------------------ | ----- | ------ | ------ | ---------------------- |
| HŠK Zemun (Zemun)        | 2 - 1 | 2 - 5  | 0 - 4  | HAŠK (Zagreb)          |
| PH Građanski ŠK (Zagreb) | 7 - 1 | 11 - 1 | 4 - 0  | HŠK Hajduk (Osijek)    |
| HŠK Concordia (Zagreb)   | 3 - 0 | 3 - 0  | 0 - 0  | SAŠK (Sarajevo)        |
| HŠK Ličanin (Zagreb)     | 1 - 1 | 5 - 2  | 4 - 1  | HŠK Građanski (Osijek) |

## Quatrième tour
| Rang | Équipe                   | Pts | J | G | N | P | Bp | Bc | Diff |  | Résultats (▼ dom., ► ext.) | GRA | HAŠ | CON | LIČ |
| ---- | ------------------------ | --- | - | - | - | - | -- | -- | ---- |  | -------------------------- | --- | --- | --- | --- |
| 1    | PH Građanski ŠK (Zagreb) | 12  | 6 | 6 | 0 | 0 | 25 | 4  | +21  |  | PH Građanski ŠK            |     | 3-0 | 6-1 | 3-1 |
| 2    | HAŠK (Zagreb)            | 8   | 6 | 4 | 0 | 2 | 18 | 10 | +8   |  | HAŠK                       | 1-2 |     | 3-2 | 8-0 |
| 3    | HŠK Concordia (Zagreb)   | 3   | 6 | 1 | 1 | 4 | 10 | 19 | -9   |  | HŠK Concordia              | 0-3 | 3-4 |     | 3-2 |
| 4    | HŠK Ličanin (Zagreb)     | 1   | 6 | 0 | 1 | 5 | 5  | 25 | -20  |  | HŠK Ličanin                | 1-8 | 0-2 | 1-1 |     |

## Bilan de la saison
| Tableau d'Honneur                  |                 |
| Compétition                        | Vainqueur       |
| Championnat de Croatie de football | PH Građanski ŠK |

## Effectif du club vainqueur
Prvi hrvatski Građanski športski klub (Zagreb): Franjo Glaser, Miroslav Brozović, Ernest Dubac, Branko Pleše, Ivan Jazbinšek, Gustav Lechner, Zvonimir Cimermančić, Franjo Wölfl, August Lešnik, Milan Antolković, Mirko Kokotović (entraîneur : Márton Bukovi)